# Reclams Musicalführer
Reclams Musicalführer ist Musikführer in Handbuchform. Er wurde erstmals 1989 von Charles B. Axton und Otto Zehnder im Verlag Philipp Reclam jun. in Stuttgart herausgegeben. Die 10. aktualisierte und erweiterte Auflage mit einem Umfang von 710 Seiten ist 2009 erschienen. Die nachfolgenden Angaben beziehen sich auf diese Auflage.

## Aufbau/Inhalt
Der Musicalführer enthält auf 710 Seiten ein kleines Vorwort, den Lexikonteil und einen Anhang.
In ihrem Vorwort (S. 7–11), das auch einige für das Verständnis wichtige Erläuterungen von Begriffen aus der Fachsprache des Musicals enthält, schreiben die Autoren des Musicalführers u. a.: „Das Musical, eine uns als Import aus den Vereinigten Staaten – und seit 1960 auch aus England – bekanntgewordene Gattung des Musiktheaters, ist in seinen ursprünglichen Schöpfungen stark geprägt von den kulturellen, politischen und sozialen Verhältnissen in den USA, nicht zuletzt von ihren Einwanderern und ihren Traditionen.“
Der Lexikonteil (S. 13–644) enthält die Musicals in chronologischer Folge. Dieser Teil beginnt mit Lady, Be Good (Broadway-Premiere: 1924) und schließt mit Spamalot (Broadway-Premiere: 2005).
Insgesamt sind es 131 der bekanntesten Musicals vom Broadway und vom Londoner West End, die – von wenigen Ausnahmen abgesehen – ausführlich vorgestellt werden. Die in diesem Teil verstreuten 33 Abbildungen (in Schwarzweiß) illustrieren und dokumentieren Szenen aus Erstaufführungen an Theatern in Deutschland, Österreich und der Schweiz.
Der Anhang (S. 645–710) enthält – jeweils in alphabetischer Reihenfolge – Biographien (S. 647–677), ein Abbildungsverzeichnis und ein Quellennachweis (S. 679–681), eine Erklärung der in dem Werk verwendeten Abkürzungen (S. 683–684), ein Personenverzeichnis (S. 685–702) und ein Werkverzeichnis (S. 703–705). Eingefügt (S. 706–709) sind zwei Stadtpläne (Spielorte im New Yorker Theater-Distrikt und im Londoner West-End).